# Championnats de France de pentathlon moderne
Les championnats de France de pentathlon moderne sont organisés tous les ans par la Fédération française. On y attribue les titres de champions de France au terme des d'épreuves individuelles.

## Palmarès

### Vainqueurs
Le tableau ci-dessous donne les champions et championnes de France seniors depuis 1939.
| Année | Messieurs              | Dames                  |
| 2023  | Ugo Fleurot            | Jessye GOMESSE         |
| 2021  | Alexandre Henrard      |                        |
| ----- | ---------------------- | ---------------------- |
| 2019  | Valentin Belaud        | Élodie Clouvel         |
| 2018  | Simon Casse            | Julie Belhamri         |
| 2017  | Valentin Belaud        | Julie Belhamri         |
| 2016  | Alexandre Henrard      | Marie Oteiza           |
| 2015  | Valentin Belaud        | Élodie Clouvel         |
| 2014  | Valentin Prades        | Élodie Clouvel         |
| 2013  | Valentin Belaud        | Élodie Clouvel         |
| 2012  | Valentin Prades        | Amélie Cazé            |
| 2011  | Bruno Merle            | Élodie Clouvel         |
| 2010  | Maurin Holyst          | Amélie Cazé            |
| 2009  | Maurin Holyst          | Amélie Cazé            |
| 2008  | Cyril Viala            | Amélie Cazé            |
| 2007  | Jean-Maxence Berrou    | Amélie Cazé            |
| 2006  | Raphaël Astier         | Amélie Cazé            |
| 2005  | Raphaël Astier         | Amélie Cazé            |
| 2004  | Alexandre Chardonneaux | Amélie Cazé            |
| 2003  | Cédric Pla             | Axelle Guiguet         |
| 2002  | Cyril Viala            | Axelle Guiguet         |
| 2001  | Sébastien Deleigne     | Caroline Delemer       |
| 2000  | Christophe Ruer        | Caroline Delemer       |
| 1999  | David Lefrançois       | Caroline Delemer       |
| 1998  | Frédéric Clercq        | Axelle Guiguet         |
| 1997  | Frédéric Clercq        | Caroline Delemer       |
| 1996  | Jean-Pierre Guyomarc'h | Caroline Delemer       |
| 1995  | Sébastien Deleigne     | Gwenaëlle Moalic       |
| 1994  | Sébastien Deleigne     | Caroline Delemer       |
| 1993  | Sébastien Deleigne     | Caroline Delemer       |
| 1992  | Christophe Ruer        | Sophie Moressée-Pichot |
| 1991  | Frédéric Clercq        | Caroline Delemer       |
| 1990  | Christophe Ruer        | Sophie Moressée-Pichot |
| 1989  | Christophe Ruer        | Caroline Delemer       |
| 1988  | Jean-Pierre Guyomarc'h | Sophie Moressée-Pichot |
| 1987  | Paul Four              | Sophie Moressée-Pichot |
| 1986  | Paul Four              | Sophie Moressée-Pichot |
| 1985  | Didier Boubé           | Sophie Moressée-Pichot |
| 1984  | Didier Boubé           | Sophie Moressée-Pichot |
| 1983  | Choisel                | Sophie Moressée-Pichot |
| 1982  | Joël Bouzou            | Van Hyfte              |
| 1981  | Joël Bouzou            | Delemer                |
| 1980  | Joël Bouzou            | Sophie Moressée-Pichot |
| 1979  | Joël Bouzou            | Nicole Chaudières      |
| 1979  | Alain Cortes           | Christine Priou        |
| 1978  | Alain Cortes           | Christine Priou        |
| 1977  | Alain Cortes           | -                      |
| 1976  | Jean-Pierre Giudicelli | -                      |
| 1975  | Jean-Pierre Giudicelli | -                      |
| 1974  | Jean-Pierre Giudicelli | -                      |
| 1973  | Alain Cortes           | -                      |
| 1972  | Pierre Philip          | -                      |
| 1971  | Michel Gueguen         | -                      |
| 1970  | Lucien Guiguet         | -                      |
| 1969  | Lucien Guiguet         | -                      |
| 1968  | Raoul Gueguen          | -                      |
| 1967  | Raoul Gueguen          | -                      |
| 1966  | Christian Chatillon    | -                      |
| 1965  | Gueguen                | -                      |
| 1964  | Lerouge                | -                      |
| 1963  | François Jeanne        | -                      |
| 1962  | François Jeanne        | -                      |
| 1961  | Noyal                  | -                      |
| 1960  | Christian Beauvalet    | -                      |
| 1959  | André Bernard          | -                      |
| 1956  | Jean-Claude Hamel      | -                      |
| 1955  | Lacroix                | -                      |
| 1954  | Lacroix                | -                      |
| 1947  | Pichon                 | -                      |
| 1946  | Pichon                 | -                      |
| 1939  | Pichon                 | -                      |

## Sportifs les plus titrés

### Hommes
- Sébastien Deleigne

### Femmes
- Amélie Cazé
- Caroline Delemer